# 佩里安德

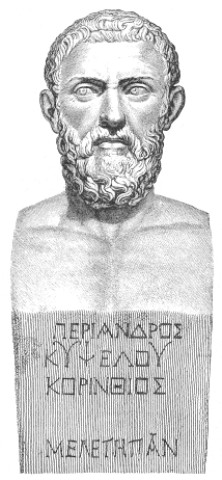

佩里安德（English：Periander，Greek: Περίανδρος）公元前7世纪古希腊科林斯的第二任僭主。在位期間，他所統治的城邦獲得了極大的繁榮。他改革了科林斯的商業和工業，修築了道路，開鑿了運河。他是一位偉大的政治家，熱心於科學和藝術。
佩里安德也是古希腊七贤之一。